# گانداگای
گانداگای (به انگلیسی: Gundagai) یک شهرک در استرالیا است که در Gundagai Shire واقع شده‌است.